# Дубовка (Омская область)
Дубовка — упразднённая деревня в Тарском районе Омской области России. Входила в состав Мартюшевского сельского поселения. Упразднена в 2008 г.

## География
Деревня располагалось в 4 км к северо-востоку от деревни Бобровка, на реке Бобровка вместе впадения в неё реки Большой Силим.

## История
Основана в 1896 г. В 1928 году деревня Верх-Дубовка состояла из 11 хозяйств, основное население — русские. В административном отношении входила в состав Верхне-Бобровскоговского сельсовета Знаменского района Тарского округа Сибирского края.

## Население
| 1926 | 2002 |
| ---- | ---- |
| 59   | ↘0   |